# 대한과학
주식회사 대한과학(株式會社 大韓科學)은 대한민국의 연구용 실험기기 종합유통, 제조, 토탈서비스  기업이다.

## 역사
1980년에 대한이화학으로 설립되었으며, 2011년 10월 11일에 코스닥 시장에 상장하였다.
2015년 대한과학의 의료기기사업부(현 아스테라시스)를 분사시켰다.